# Simienské hory
Simienské hory (někdy též někdy též Semienské hory či Simenské hory, podle různé transkripce z amharštiny do angličtiny) je pohoří v Amharsku, v severní Etiopii. Nejvyšším vrcholem je Ras Dašen, který je současně nejvyšší horou Etiopie a desátou nejvyšší horou Afriky. Jde o jedno z mála míst v Africe, kde pravidelně sněží.
Na části území Simienských hor byl v roce 1969 zřízen Národní park Simienské hory, který je od roku 1978 součástí Světového dědictví UNESCO.
Simienské hory jsou tvořeny náhorními plošinami, které jsou prudce odděleny údolími. Žijí zde stáda dželad a vyskytují se zde vzácní kozorožci walia a vlčci etiopští. Přes svou nadmořskou výšku a drsné podnebí jsou Simienské hory hustě osídleny.

## Fotogalerie

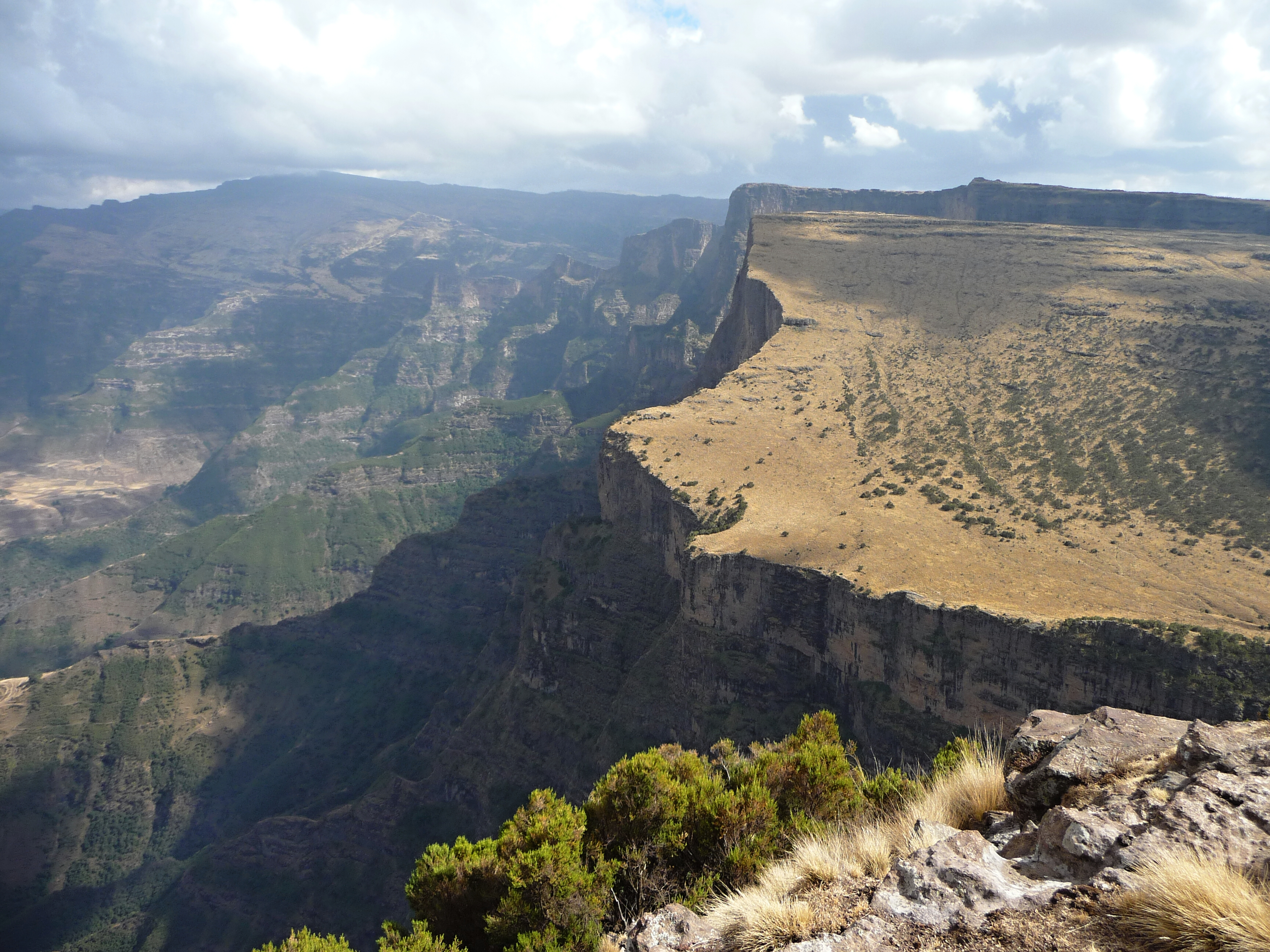
Jedna z náhorních plošin Simienských hor, prudce spadající do údolí
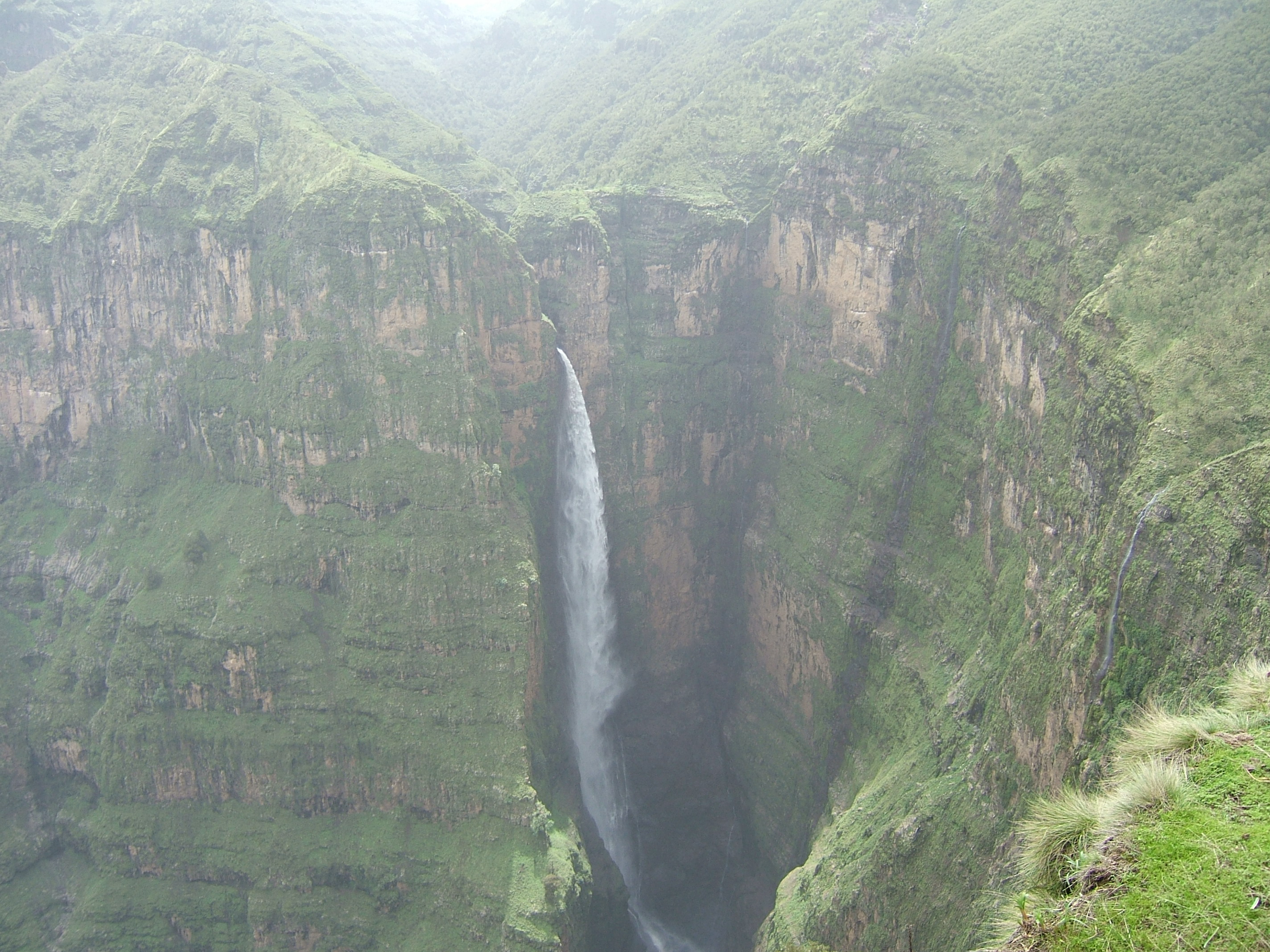
Vodopád v Simienských horách
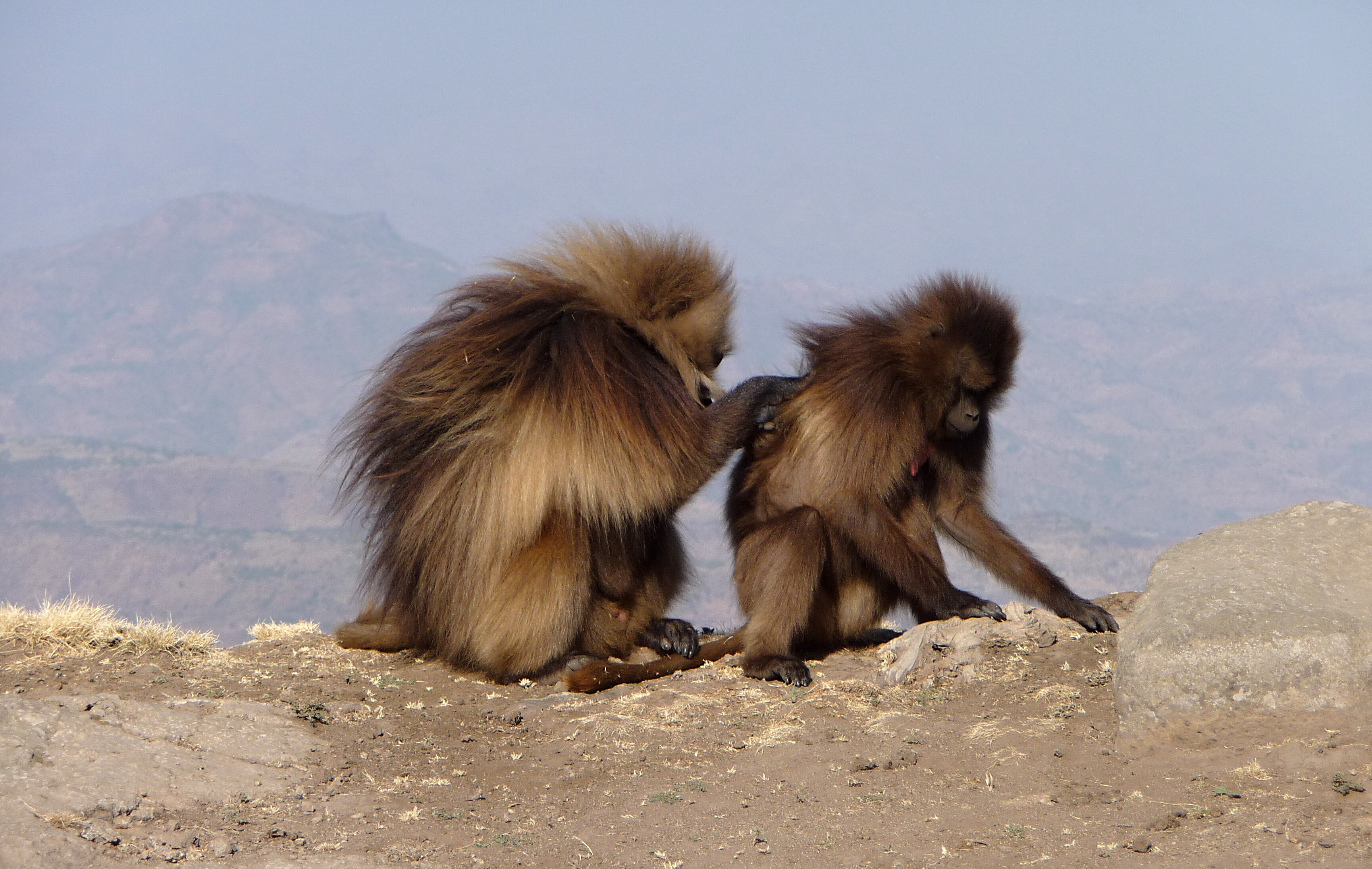
Dželady